# Pumarín (Coaña)
Pumarín es una aldea perteneciente a la parroquia de Trelles, en el concejo de Coaña, comarca de Eo-Navia, Principado de Asturias, España.